# Richard Stolley
Richard Stolley, né le 3 octobre 1928 à Pekin et mort le 16 juin 2021 à Evanston, est un journaliste américain.

## Biographie
Richard Stolley est né à Pekin, dans l'Illinois, le 3 octobre 1928. Son père travaillait comme directeur d'usine et sa mère comme professeur d'anglais.
Richard Stolley sert dans la marine américaine avant de s'inscrire à l'université Northwestern à Evanston, où il obtient une licence en 1952 et une maîtrise de journalisme en 1953.
Richard Stolley est président de l’Overseas Press Cub of America de 2004 à 2006.